# Echinotheridion cartum
Espèce
Echinotheridion cartum est une espèce d'araignées aranéomorphes de la famille des Theridiidae.

## Distribution
Cette espèce se rencontre au Paraguay, en Argentine dans la province de Misiones et au Brésil dans les États du Rio Grande do Sul, de Rio de Janeiro et du Minas Gerais,,.

## Description
La femelle holotype mesure 2,4 mm et le mâle décrit par Ramírez et González en 1999 mesure 1,26 mm.

## Taxinomie
Levi en 1981 avait décrit un mâle qui appartenait en fait à Echinotheridion levii.

## Publication originale
- Levi, 1963 : American spiders of the genus Achaearanea and the new genus Echinotheridion (Araneae, Theridiidae). Bulletin of the Museum of Comparative Zoology at Harvard College, no 129, p. 187-240 (texte intégral).